# Michał Drohojowski
Michał Drohojowski herbu Korczak – łowczy przemyski w latach 1770–1772, sędzia grodzki przemyski w latach 1766–1772,  sędzia i konsyliarz ziemi przemyskiej w konfederacji barskiej w 1769 roku.